# Paradoxopsyllus
Paradoxopsyllus är ett släkte av loppor. Paradoxopsyllus ingår i familjen smågnagarloppor.

## Dottertaxa tillParadoxopsyllus, i alfabetisk ordning[1]
- Paradoxopsyllus acanthus
- Paradoxopsyllus aculeolatus
- Paradoxopsyllus alatau
- Paradoxopsyllus angustisinus
- Paradoxopsyllus calceiforma
- Paradoxopsyllus conveniens
- Paradoxopsyllus curvispinus
- Paradoxopsyllus custodis
- Paradoxopsyllus dashidorzhii
- Paradoxopsyllus dictosus
- Paradoxopsyllus digitatus
- Paradoxopsyllus diversus
- Paradoxopsyllus faghihei
- Paradoxopsyllus grenieri
- Paradoxopsyllus gussevi
- Paradoxopsyllus hesperius
- Paradoxopsyllus hollandi
- Paradoxopsyllus inferioprocerus
- Paradoxopsyllus integer
- Paradoxopsyllus intermedium
- Paradoxopsyllus intermedius
- Paradoxopsyllus jinshajiangensis
- Paradoxopsyllus kalabukhovi
- Paradoxopsyllus latus
- Paradoxopsyllus liae
- Paradoxopsyllus liui
- Paradoxopsyllus longiprojectus
- Paradoxopsyllus longiquadratus
- Paradoxopsyllus magnificus
- Paradoxopsyllus microphthalmus
- Paradoxopsyllus mustangensis
- Paradoxopsyllus naryni
- Paradoxopsyllus oribatus
- Paradoxopsyllus paraphaeopis
- Paradoxopsyllus paucichaetus
- Paradoxopsyllus phaeopis
- Paradoxopsyllus repandus
- Paradoxopsyllus rhombomysus
- Paradoxopsyllus scalonae
- Paradoxopsyllus scorodumovi
- Paradoxopsyllus socrati
- Paradoxopsyllus spinosus
- Paradoxopsyllus stenotus
- Paradoxopsyllus teretifrons